# Richard Tom
Richard Wah Sung Tom (ur. 8 listopada 1920 w Guangzhou, zm. 20 lutego 2007 w ʻĀina Haina) – amerykański sztangista pochodzenia chińskiego, brązowy medalista olimpijski i wicemistrz świata.
Swój pierwszy medal na arenie międzynarodowej wywalczył podczas mistrzostw świata w Filadelfii, gdzie zdobył srebrny medal w wadze koguciej. W zawodach tych wyprzedził go tylko rodak Joseph DePietro. Na rozgrywanych rok później igrzyskach olimpijskich w Londynie w tej samej kategorii wagowej był trzeci, za DePietro Julianem Creusem z Wielkiej Brytanii.
Był weteranem II wojny światowej.